# Ormosia tahoensis
Ormosia tahoensis là một loài ruồi trong họ Limoniidae. Chúng phân bố ở miền Tân bắc.